# Pfrunger Ried und Seen bei Illmensee

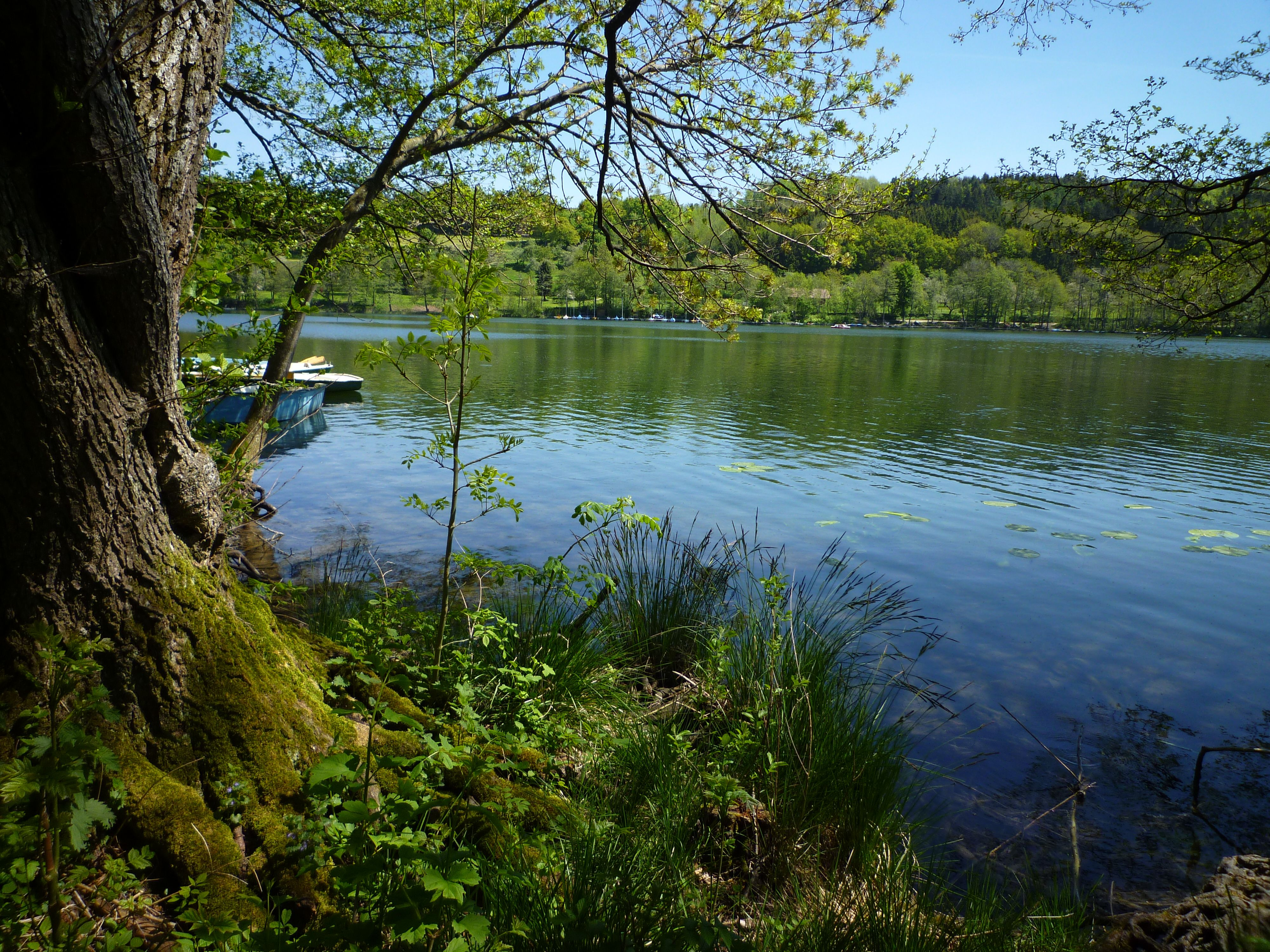
Der Illmensee

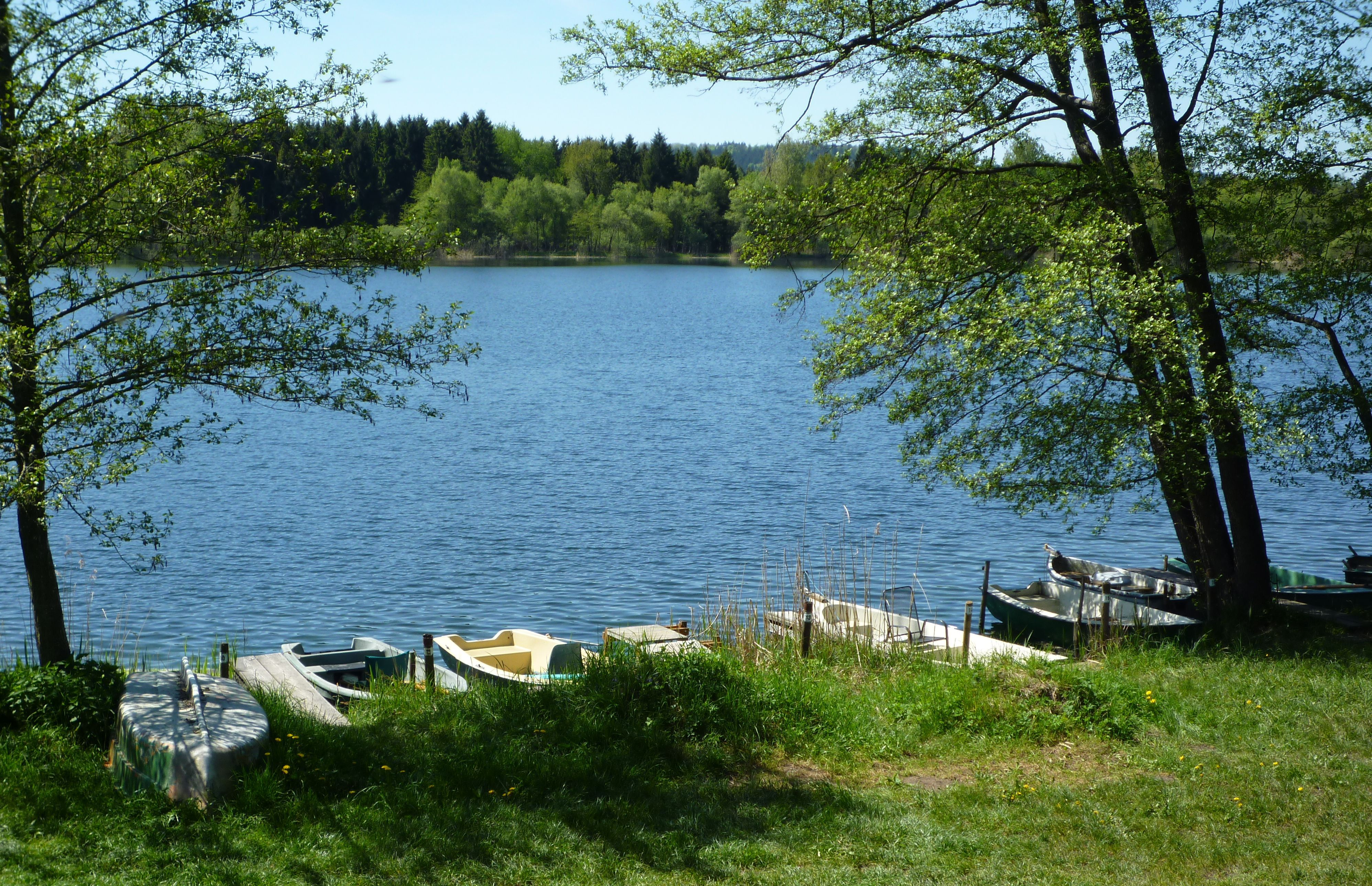
Der Ruschweiler See

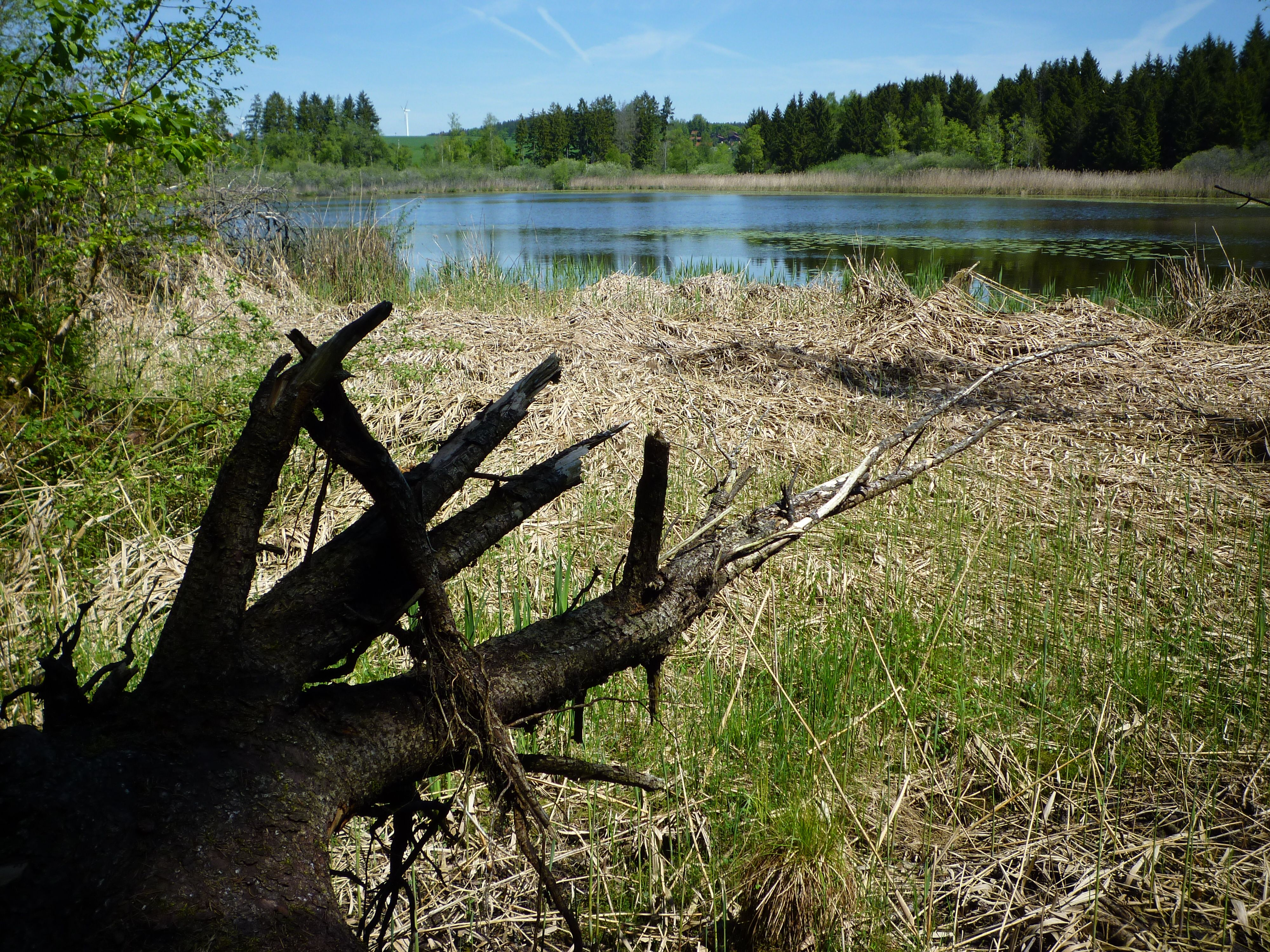
Der Volzer See

Das Gebiet Pfrunger Ried und Seen bei Illmensee ist ein mit Verordnung vom 1. Januar 2005 durch das Regierungspräsidium Tübingen nach der Richtlinie 92/43/EWG (Fauna-Flora-Habitat-Richtlinie) ausgewiesenes Schutzgebiet (Schutzgebietskennung DE-8122-342) im Südosten des deutschen Landes Baden-Württemberg.

## Lage
Das rund 1.724 Hektar (ha) große Schutzgebiet Pfrunger Ried und Seen bei Illmensee gehört naturräumlich zum Oberschwäbischen Hügelland. Seine vier Teilgebiete erstrecken sich zwischen Ostrach im Norden und Wilhelmsdorf im Süden sowie nordwestlich und südöstlich der Illmenseer Ortsmitte:
- Landkreis Ravensburg (727,1 ha = 42 %)
  - Königseggwald 56,5 ha
  - Riedhausen 91,3 ha
  - Wilhelmsdorf 579,3 ha
- Landkreis Sigmaringen (996,4 ha = 58 %)
  - Illmensee 191,1 ha
  - Ostrach 805,3 ha

## Schutzzweck
Wesentlicher Schutzzweck ist die Erhaltung eines großen Moorgebiets mit Hoch- und Zwischenmooren, ausgedehnten, überwiegend landwirtschaftlich genutzten Niedermoorbereichen, kleinen Quellmooren und größeren Torfstichgewässern sowie drei natürlichen Seen – Illmensee, Ruschweiler See und Volzer See – mit Verlandungsmoor in den südlichen Teilgebieten.

### Lebensraumtypen
Die Vielfalt von trockenen und feuchten Lebensraumtypen im Schutzgebiet wird unter anderem mit „natürlichen, nährstoffreichen Seen“, „Fließgewässern mit flutenden Wasservegetationen“, „Pfeifengraswiesen“, „feuchten Hochstaudenfluren“, „naturnahen Hochmooren“, „geschädigten Hochmooren“, „Übergangs- und Schwinggrasmooren“, „Torfmoor-Schlenken“, „kalkreichen Sümpfen mit Schneidried“, „kalkreichen Niedermooren“, „Moorwäldern“ sowie „Auenwäldern mit Erlen, Eschen, Weiden“ beschrieben.
Folgende Lebensraumtypen nach Anhang I der FFH-Richtlinie kommen im Gebiet vor:
| EU Code | * | Lebensraumtyp (offizielle Bezeichnung)                                                                          | Kurzbezeichnung                              |
| ------- | - | --- | -------------------------------------------- |
| 3150    |   | Natürliche eutrophe Seen mit einer Vegetation des Magnopotamions oder Hydrocharitions                           | Natürliche nährstoffreiche Seen              |
| 3160    |   | Dystrophe Seen und Teiche                                                                                       | Dystrophe Seen                               |
| 3260    |   | Flüsse der planaren bis montanen Stufe mit Vegetation des Ranunculion fluitantis und des Callitricho-Batrachion | Fließgewässer mit flutender Wasservegetation |
| 6410    |   | Pfeifengraswiesen auf kalkreichem Boden, torfigen und tonig-schluffigen Böden (Molinion caeruleae)              | Pfeifengraswiesen                            |
| 7110    |   | Lebende Hochmoore                                                                                               | Naturnahe Hochmoore                          |
| 7120    | * | Noch renaturierungsfähige degradierte Hochmoore                                                                 | Geschädigte Hochmoore                        |
| 7140    |   | Übergangs- und Schwingrasenmoore                                                                                | Übergangs- und Schwingrasenmoore             |
| 7150    |   | Torfmoor-Schlenken (Rhynchosporion)                                                                             | Torfmoor-Schlenken                           |
| 7210    | * | Kalkreiche Sümpfe mit Cladium mariscus und Arten des Caricion davallianae                                       | Kalkreiche Sümpfe mit Schneidried            |
| 7230    |   | Kalkreiche Niedermoore                                                                                          | Kalkreiche Niedermoore                       |
| 9180    | * | Schlucht- und Hangmischwälder (Tilio-Acerion)                                                                   | Schlucht- und Hangmischwälder                |
| 91D0    | * | Moorwälder | Moorwälder                                   |
| 91E0    | * | Auen-Wälder mit Alnus glutinosa und Fraxinus excelsior (Alno-Padion, Alnion incanae, Salicion albae)            | Auenwälder mit Erle, Esche, Weide            |

### Lebensraumklassen
|                                      |                                      |  |      |      |
| Laubwald                             | Laubwald                             |  | 5 %  | 5 %  |
| Mischwald                            | Mischwald                            |  | 21 % | 21 % |
| Nadelwald                            | Nadelwald                            |  | 25 % | 25 % |
| feuchtes und mesophiles Grünland     | feuchtes und mesophiles Grünland     |  | 26 % | 26 % |
| Binnengewässer, fließend und stehend | Binnengewässer, fließend und stehend |  | 7 %  | 7 %  |
| Moore, Sümpfe, Uferbewuchs           | Moore, Sümpfe, Uferbewuchs           |  | 12 % | 12 % |
| Trockengelegtes Grünland             | Trockengelegtes Grünland             |  | 4 %  | 4 %  |
|                                      |                                      |  |      |      |

### Arteninventar
Folgende Arten von gemeinschaftlichem Interesse kommen im Gebiet vor:
| Bild                   | EU Code | * | Art                    | wissenschaftlicher Name     | Artengruppe    |
| ---------------------- | ------- | - | ---------------------- | --------------------------- | -------------- |
| Schmale Windelschnecke | 1014    |   | Schmale Windelschnecke | Vertigo angustior           | Schnecken      |
| Spanische Flagge       | 1078    | * | Spanische Flagge       | Callimorpha quadripunctaria | Schmetterlinge |
| Steinkrebs             | 1093    | * | Steinkrebs             | Austropotamobius torrentium | Krebse         |
| Großes Mausohr         | 1324    |   | Großes Mausohr         | Myotis myotis               | Säugetiere     |
| Biber                  | 1337    |   | Biber                  | Castor fiber                | Säugetiere     |
| Gelber Frauenschuh     | 1902    |   | Gelber Frauenschuh     | Cypripedium calceolus       | Pflanzen       |

Das Firnisglänzende Sichelmoos, die Große Moosjungfer, der Dunkle Wiesenknopf-Ameisenbläuling, der Goldene Scheckenfalter und die Kleine Flussmuschel konnten nicht mehr nachgewiesen werden. Für die ebenfalls für das Gebiet gemeldete Europäische Sumpfschildkröte besteht noch keine ausreichende Klarheit über die Unterartzugehörigkeit der im Pfrunger Ried lebenden Tiere. Daher ist nicht endgültig geklärt, ob die Art autochthon im Gebiet vorkommt.

## Zusammenhang mit anderen Schutzgebieten
Mit dem FFH-Gebiet „Pfrunger Ried und Seen bei Illmensee“ zusammenhängende Schutzgebiete sind die Naturschutzgebiete „Laubbachmühle“ (NSG-Nr. 4.090), „Pfrunger-Burgweiler Ried“ (NSG-Nr. 4.028), „Überwachsener See“ (NSG-Nr. 4.068), „Ruschweiler und Volzer See“ (NSG-Nummer 4.162), die Landschaftsschutzgebiete „Rotachtobel und Zußdorfer Wald“  (LSG-Nr. 4.36.016), „Altshausen-Laubbach-Fleischwangen“ (LSG-Nummer 4.37.030), „Illmensee, Ruschweiler See und Volzer See“ (LSG-Nr. 4.37.026) und „Pfrunger Ried – Rinkenburg“ (LSG-Nummer 4.36.010) sowie das Vogelschutzgebiet „Pfrunger und Burgweiler Ried“ (SPA-Nr. DE-8022-401) und der Bannwald „Pfrunger-Burgweiler Ried“ (Schutzgebiet-Nummer 100058).